# (90482) Orc
90482 Orc (símbol: ) és un objecte del Cinturó de Kuiper. Un dels més grans descoberts fins ara. Orbita al voltant del Sol a 39,3 ua de distància. Això és aproximadament a la mateixa distància que el planeta Plutó.
El seu descobriment va ser anunciat el 19 de febrer del 2004. El nom provisional que se li va donar aleshores va ser 2004 DW. Els seus descobridors són Mike Brown, Chad Trujillo i David Rabinowitz que van fer servir imatges preses el 17 de febrer de 2004 des de l'observatori Palomar (Califòrnia, EUA). En el moment del seu descobriment era el Planeta Menor més gran del sistema solar amb un diàmetre aproximat de 1600 km, encara que depenent de l'albedo suposada podria tenir entre 840 i 1880 km. Actualment, s'ha vist superat pels objectes: (136199) Eris, Sedna, Haumea i Makemake.
Se sap molt poc sobre la seva composició. Se suposa que, igual que la majoria de KBO's, està format a parts iguals per roca i diferents substàncies químiques congelades: aigua, metà, CO, CO₂ i altres.
Dins de la categoria d'objectes del Cinturó de Kuiper, 90482 Orc pertany a la subcategoria dels Plutins. Aquesta subcategoria engloba tots els objectes amb òrbites semblants a la de Plutó. Això vol dir que 90482 Orc dona 2 voltes al voltant del Sol en el temps que Neptú en dona 3.
Segons les normes que dicta la Unió Astronòmica Internacional, els noms dels Plutins han de ser de déus del món subterrani (el món dels morts). Orc era el déu dels morts en la mitologia etrusca i el seu equivalent en la mitologia romana és Plutó.